# Suéter
Suéter est un groupe de rock argentin. Leur style musical est un mélange de pop rock, new wave et synthpop.
Ils ont effectué beaucoup de changements dans leur formation, en étant Miguel Zavaleta, chanteur, compositeur, claviériste et figure centrale dans chacun d'eux jusqu'à sa dissolution définitive. Il est formé en 1981 et dissous en 2007.

## Biographie
Dirigé par Zavaleta, a également été initialement construit par Fabiana Cantilo et Celsa Mel Gowland en tant que showgirls Ils ont ajouté Juan del Barrio (claviers) et Gustavo Donés (basse), entraînement avec lequel ils ont enregistré le premier album.Ils ont eu le soutien de Charly García qui a invité comme l'acte d'ouverture, mais le public initialement rejeté.
Progressivement, ils ont atteint une certaine reconnaissance et quelques grands succès comme Víva México, une chanson de 1985, sur l'illégalité du divorce, à une époque où le pays se préparait à établir la loi l'a admis.
En 1989, Miguel quitte le groupe pour tenter une carrière solo sans grand succès. Retour à 1994, avec une formation renouvelée et Miguel Zavaleta comme seul membre original (avec Diego Chorno à la guitare et les claviers, Jorge Álvarez à la batterie et Raúl Chevalier à la basse), plus tard remplacé par Laura Gómez Palma).
En 2002, la composition originale qui avait enregistré le premier album en 1982 (Zavaleta, Dones, Minissale, del Barrio) avec le batteur rencontre Hernán « Fresa » Robic. Le groupe reste ensemble jusqu'à la mort du 8 décembre 2007 Gustavo Donés, en raison d'un conflit interne et le groupe s'est séparé peu de temps après avoir laissé un nouvel album inédit.

## Membres

### Membres d'origine
- Miguel Zavaleta - piano, chant
- Gustavo Donés - basse (†)
- Jorge Minissale - guitare
- Juan del Barrio - claviers

### Autres
- Daniel Colombres - batterie (1981–1983)
- Claudio Loza in - batterie  (1985–1987)
- Claudio Venier - batterie (1987-1989)
- Jorge Álvarez - batterie (1993-1996-2002-2003) (†)
- Laura Gómez Palma - batterie/basse (1994-1995)
- Hernán Robic - batterie (2003-2007)
- Edgardo Roggati - basse (1981) (†)
- Edgardo Folino - basse (1981) (†)
- Frank Ojstersek - basse (1981)
- Raúl Chevalier - basse (1995)
- José Luis Asaresi - guitare (1987–1989) (†)
- Diego Chorno - guitare (1995)
- Silvio Furmansky - guitare (1995)
- Fabián Quintiero - claviers (1984-1985)
- Alejandro Desilvestre - claviers (1985–1986)
- Fabiana Cantilo - voix, chœurs (1981-1982-1995)
- Hilda Lizarazu - voix, chœurs (1984-1986)
- Celsa Mel Gowland  - voix, chœurs (1981)

## Discographie
- 1982 : Suéter
- 1984 : Lluvia de gallinas
- 1985 : 20 caras bonitas
- 1987 : Misión ciudadano 1
- 1988 : Suéter completo
- 1995 : Suéter 5
- 1997 : Elefantes en el techo